# Боровик Галина Дмитрівна
Галина Дмитрівна Боровик (нар. 18 березня 1940, тепер Великомихайлівський район Одеської області) — українська радянська діячка, новатор сільськогосподарського виробництва, ланкова колгоспу «Україна» Великомихайлівського району Одеської області. Депутат Верховної Ради УРСР 8-го скликання.

## Біографія
Народилася у селянській родині.
З 1960-х років — ланкова колгоспу «Україна» села Наливайкового (центральна садиба у селі Петровському) Великомихайлівського району Одеської області. Збирала високі врожаї зернових і технічних культур.
Потім — на пенсії у селі Наливайкове Великомихайлівського району Одеської області.

## Нагороди
- ордени
- медалі